# Loppan
Loppan är en sång med svensk text av Owe Thörnqvist och utspelar sig i Västindien. Owe Thörnqvist sjöng in låten på skiva 1959. Loppan blev en av Owe Thörnqvists största hitlåtar. Refrängen börjar Vart tog den stygga lilla loppan vägen?
Ursprungslåten är Where Did The Naughty Little Flea Go? gjord av Norman Thomas, mer känd som Lord Flea och gruppen Lord Flea and his Calypsonians 1957.
Just D använde år 1993 en modifierad variant av sången till sin singel Vart tog den söta lilla flickan vägen?.